# Rosalie de Walckiers
Rosalie de Walckiers, née le 31 mars 1765 à Bruxelles et morte le 27 octobre 1836 à Paris, est une compositrice de musique. Elle est également banquière, active dans la banque familiale.

## Biographie
Appartenant à une famille célèbre dans la banque et la finance, Rosalie de Walckiers est la fille du vicomte Adrien Ange de Walckiers de Tronchiennes et de Dieudonnée de Nettine, fille de Barbe de Nettine (en), née Barbe Stoupy, surnommée la « banquière des Pays-Bas ». Son frère, Édouard de Walckiers, est un financier et révolutionnaire.
Rosalie de Walckiers laisse une œuvre musicale variée et appréciée de son temps[réf. nécessaire]. Elle est membre du Concert Noble de Bruxelles.
Elle s'installe à Paris vers l'avènement de Napoléon en 1805. Contrairement à son frère, elle a su conserver une partie de sa fortune qu'elle lègue à sa mort aux hôpitaux de Paris.

## Œuvre
- Quand laissant la cité voisine, ariette, Bruxelles, 1784.
- Zéphire et Flore, opéra en trois actes, première le 8 mars 1784 à La Monnaie.
- Divertissement chanté sur le théâtre de Schaerbeek pour la fête de Madame de Walckiers, 25 août 1788 (joué dans le théâtre privé du château Walckiers à Schaerbeek) :
  - air : Pourquoi sous l'habit de froteur (1788)
  - trio : Pour l'objet qui nous réunit (1788)
  - air : Dans ces lieux vraiment enchanteurs (1788)
  - air : Le plus tendre penchant (1788)
  - vaudeville : À la plus tendre mère (1788)
- Six romances avec accompagnement de forte piano dediées à ma sœur (1789)
- Six romances avec accompagnement de forte piano (1791)